# Photis hawaiensis
Photis hawaiensis är en kräftdjursart som beskrevs av J. L. Barnard 1955. Photis hawaiensis ingår i släktet Photis och familjen Isaeidae. Inga underarter finns listade i Catalogue of Life.